# Saalfeldi csata
A saalfeldi csata 1806. október 10-én zajlott le a Lannes marsall vezette V. francia hadsereg és a Lajos Ferdinánd porosz herceg vezette porosz csapatok között Saalfeldnél, a türingiai erdőségben.

## Előzmények
A negyedik koalíciót (1806–1807) a Porosz Királyság, az Orosz Birodalom, a Szász Választófejedelemség, Svédország és az Egyesült Királyság alkotta a Francia Császárság ellen. Napóleon a német államokból létrehozta a Rajnai Szövetséget. (Az austerlitzi csatában aratott győzelme után Napóleon 16 német államból alapította meg, a pozsonyi béke rendelkezései hozták létre.)
III. Frigyes Vilmos porosz király nagyon határozatlan és gyenge jellemű király volt, a „háború pártjának” igazi vezére Lujza királyné volt. Az volt az általános vélekedés, hogy a porosz hadsereg a legerősebb a világon. Ezért 1806. október 2-án ultimátumot intéztek Franciaországhoz, követelve a francia csapatok visszavonását a Rajnán túlra. Napóleon végig sem olvasta az ultimátumot. Három nap múlva a francia csapatok hadba indultak a Porosz Királyság ellen.

## A csata
Lajos Ferdinánd porosz herceg volt a Napóleon elleni újabb háború szószólója. A franciák számára nem azt jelentette, hogy erőltetik a csatát, és a poroszok is nagyobb erőkkel inkább Jéna közelében gyülekeztek, de Lajos Ferdinánd nyilvánvalóan nem tudta, hogy Lannes hadserege a csatamezőn van, azt hitte, hogy csak egy kisebb seregről van szó. Úgy döntött, hogy egyedül támadást intéz ellenük. Állásokat foglalt a területen, az embereit a város kívüli mélyebb részeken helyezte el, a folyóval a hátuk mögött. A franciák támadhattak hegyről lefelé.
Lannes észlelte, hogy a poroszok mögött a folyó van, és azt is látta, hogy az ellenség létszáma az ő VI. hadseregének csupán a felét teszi ki. A francia tábornok rövid ágyútűzzel megbontotta a poroszok sorait, majd amikor a szétzüllés jeleit vette észre, a gyalogságot a szárnyak ellen küldte. A franciák számbeli fölényétől legázolt porosz gyalogság megtört a szárnyakon intézett támadás súlya alatt, és elkezdett rendetlenül visszaözönleni Saalfeld falai közé.
Lajos herceg észrevette tévedését. Maga állt a lovasság élére és támadást intézett a franciák szárnyai ellen. Itt közelharcba bocsátkozott egy francia katonával, a tizedik huszárszázad szállásmesterével, Jean-Baptiste Guindeyjel, aki megkegyelmezett volna neki, ha megadja magát. De a herceg visszautasította a megadást, a felszólításra csak egy kardvágással válaszolt, ami a katona arcán mély sebet ejtett, erre a francia megölte a porosz herceget.
A poroszok négyszáz embert és húsz ágyút vesztettek. Több mint ezer ember került fogságba a Bevilaqua tábornok vezette szász erők soraiból. Néhány szász hercegség átállt aztán a franciák oldalára és katonáival a poroszok ellen harcolt tovább.

## Következmények
Négy nappal a csata után a Saale folyó nyugati síkságán a dupla és döntő csatára került sor Jénánál és Auerstädtnál.

## Fordítás
- Ez a szócikk részben vagy egészben  a   Battle of Saalfeld című angol Wikipédia-szócikk fordításán alapul.  Az eredeti cikk szerkesztőit annak laptörténete sorolja fel. Ez a jelzés csupán a megfogalmazás eredetét és a szerzői jogokat jelzi, nem szolgál a cikkben szereplő információk forrásmegjelöléseként.